# ハラド
ハラド（Harad）は、J・R・R・トールキンの『指輪物語』に登場する架空の国。シンダール語の「南」を意味する。クウェンヤではヒャルメン（Hyarmen）。ゴンドールとモルドールの南にある巨大な国の名前である。ハラドの人間はハラドリムと呼ばれた。
ハラドは遠ハラドと近ハラドに分かれ、連合は形成しなかった。ハラドリムには多くの部族があり、お互いに敵対していたのである。しかし、第三紀には近ハラドの人間はモルドールの支配下に入り、ゴンドールにとって危険な存在になった。
遠ハラドの多くは密林であったが、砂漠もあった。遠ハラドには巨大なマンモスのような獣、じゅうがいて、移動戦闘塔として使用された。
近ハラドはウンバールの海賊と同盟し、南ゴンドールつまりハロンドールを巡って何度もゴンドールと戦った。古には、北の国境はハルネン川とされたが、指輪戦争の頃にはポロス川の南の地はすべて、ハラドの影響下になった。
近ハラドの東にはハンドの国がある。